# أسامة الطيري
أسامة عبد الكريم الطيري (ولد في 16 يونيو 2002) هو لاعب كرة قدم قطري، يلعب كلاعب وسط في نادي الريان.

## مسيرة اللاعب
لعب في نادي معيذر ونادي الريان.

## روابط خارجية
أسامة الطيري على موقع Soccerway.com (الإنجليزية)